# Iguerferouane
Iguerferouane (franska: Iguerferouane (CR), Iguerferouane (Commune Rurale), arabiska: اغمات) är en kommun i Marocko.   Den ligger i provinsen Al Haouz och regionen Marrakech-Safi, i den centrala delen av landet, 300 km söder om huvudstaden Rabat. Antalet invånare är 12 454.